# Martin Vučić
Martin Vučić (in macedone Мартин Вучиќ; Skopje, 7 agosto 1982) è un musicista e cantante macedone di genere pop.
Nel 2002 si aggiudica il secondo posto all'Ohrid Fest con la canzone Rano mi e da se vrzam, considerata come la canzone più popolare in Macedonia di quell'anno. Sempre nel 2002, partecipa al Budva festival in Serbia e Montenegro, aggiudicandosi il premio speciale della critica e dei giornalisti.
Nel 2005 rappresenta la Macedonia all'Eurofestival, classificandosi diciassettesimo con la canzone Make My Day.

## Discografia
- Rano e da se vrzam/Rano mi je da se vezem
- Muza
- Makedonski zvuci/Macedonian Sounds